# Bitwa pod Adrianopolem
Bitwa pod Adrianopolem – miała miejsce 9 sierpnia 378 roku, na północ od rzymskiego miasta Adrianopol (obecnie Edirne w europejskiej części Turcji). Spotkały się w niej siły wodza wizygockiego Fritigerna i cesarza wschodniorzymskiego Walensa, który zginął w czasie bitwy, zaś jego wojska zostały w niej rozgromione. Starcie to było jedną z największych klęsk w historii Rzymu i ostatnią bitwą, w której Rzymianie zastosowali swoją klasyczną taktykę walki legionami. Od tego czasu bowiem większy nacisk położono na wykorzystanie jazdy i niewielkich mobilnych oddziałów zwanych comitatenses.
Przebieg bitwy znany jest głównie dzięki relacjom ówczesnych historyków rzymskich – Ammianusa Marcellinusa i Orozjusza.

## Geneza
Goci wywodzili się z południowej Skandynawii, ale na początku I wieku wyemigrowali na południowy wschód i dwa wieki później osiedlili się na wielkich stepach na północ od Morza Czarnego. Po pewnym czasie podzielili się na dwa odłamy osiadłe po obu stronach Dniestru: Ostrogotów (w goc. Ost Goths – „Goci ze wschodu”) i Wizygotów (goc. Wiss Goths – „Goci z zachodu”). Wizygoci szybko przemieścili się na południowy zachód; często przekraczając granicę Cesarstwa rzymskiego dokonywali licznych rabunków. W końcu za panowania cesarza Aureliana (270–275) doszło do porozumienia, zgodnie z którym, w zamian za gwarancję pokoju, Rzymianie odstąpili Wizygotom prowincję Dację (zachodnia część obecnej Rumunii). Konstantyn I Wielki nadał im status sprzymierzeńców (foederati) i powierzył im obronę granicy na Dunaju w zamian za znaczne sumy pieniężne. Wkrótce pojawiły się jednak problemy. Obrońcy wschodnich kresów imperium zaczęli zdawać sobie sprawę ze swojej siły militarnej. Pomimo kryzysu ekonomicznego w wiekach III i IV, mieszkańcy wschodniej części Imperium w dalszym ciągu dysponowali sporym bogactwem, które było w zasięgu barbarzyńców. Ci dla realizacji swoich celów przekraczali w pełnym uzbrojeniu Dunaj, łupili kilka miast, po czym powracali na swoje ziemie, skąd komunikowali rzymskim władcom o konieczności zwiększenia dotacji. Takie działania trwały do roku 370, gdy przyłączyli się do nich rzymscy żołnierze, którzy zbuntowali się przeciwko cesarzowi Walensowi i zostali pokonani.
W tym samym roku Goci starli się na swoich tyłach z nieoczekiwanym wrogiem, Hunami. Ten wywodzący się z Azji lud koczowników rozgromił Alanów znad Wołgi i szybko przemieszczał się przez stepy nadczarnomorskie. W roku 370 Hunowie starli się z Ostrogotami, pokonali ich i zmusili do służenia w swoim wojsku razem z innymi ludami germańskimi. Wieści przekazywane przez zbiegłych Ostrogotów postawiły ich braci z zachodu w gotowości bojowej, jednak gdy w 376 roku Hunowie przekroczyli Dniestr, żeby się z nimi zmierzyć, Goci z zachodu również zostali rozgromieni. W przeciwieństwie jednak do Ostrogotów, Wizygoci mieli możliwość odwrotu, którą wykorzystali prosząc Rzymian o zezwolenie na przekroczenie Dunaju i osiedlenie się tym razem w Mezji, na dzisiejszych terenach Bułgarii i Serbii. Rzymianie nie odrzucili takiej prośby, odpowiadało im bowiem, żeby Goci bronili Bałkanów przed dającą się przewidzieć inwazją Hunów: od 200 do 300 tysięcy ludzi, z których prawie 100 tys. zdolnych było do walki, zgłosiło się dobrowolnie do uprawiania i obrony słabo zaludnionej strefy granicznej, gdzie już wcześniej nieliczne legiony i najemnicy frankońscy okazały się niewystarczające do odpierania najazdów samych Wizygotów i innych ludów barbarzyńskich. Wizygoci uzyskali w Mezji praktycznie całkowitą niezależność, musieli jedynie płacić ustalone podatki i służyć w armii, gdy to było konieczne, dzięki czemu uzyskali dostęp do nowego uzbrojenia i mogli zapoznać się z rzymskimi sposobami prowadzenia wojen. Również od tego momentu uzyskali status obywateli rzymskich.

### Trudne sąsiedztwo

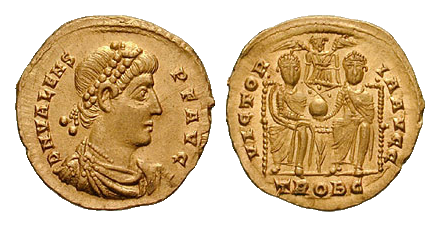
Solid rzymski z podobizną cesarza Walensa

Przybycie Wizygotów do Mezji spotkało się ze sprzeciwem znacznej części społeczeństwa rzymskiego. Wielu polityków i wojskowych sądziło, że obecność Wizygotów wewnątrz Cesarstwa na prawach autonomicznej grupy nieuchronnie stanie się zagrożeniem; niemniej dowódcy pretorianów Modest i Tacjan zarekomendowali zgodę na osiedlenie się foederatorum, dochodząc do wniosku, że korzyści z nawiązką przewyższą ewentualne kłopoty. Z drugiej jednak strony, zamieszkująca ten obszar ludność i Kościół nie byli zadowoleni z tego, że ich sąsiadami zostaną barbarzyńcy z licznymi pogańskimi zwyczajami, w większości wyznający arianizm, który dla chrześcijan był herezją. Walens nie zwracał jednak uwagi na te skargi, w końcu przecież i on sam był arianinem, dzięki czemu zyskiwał większe zaufanie Gotów. Jeżeli zaś chodzi o niebezpieczeństwo rebelii, Walens uważał, że jest ono niewielkie, w końcu Wizygoci ostatnimi czasy wielokrotnie dawali dowód na to, że chcą służyć Cesarstwu i przyjąć wiele zdobyczy jego cywilizacji i kultury. W najgorszym wypadku, gdyby Wizygoci powrócili do swoich dawnych występków, będą musieli opuścić tereny Mezji i znajdą się pomiędzy hordami Hunów a wojskami Cesarstwa Zachodniego i Wschodniego, bez żadnej możliwości ucieczki.
Wszystko wskazuje na to, że Goci tym razem dotrzymali warunków umowy i to Rzymianie stali się przyczyną załamania się dwa lata później delikatnej równowagi. Bałkany były biednym regionem i żeby się wzbogacić urzędujący tam funkcjonariusze rzymscy dopuszczali się różnorakich działań korupcyjnych. Spośród wszystkich urzędników, którzy zaczęli ponad miarę zwiększać wysokość daniny i nękać Gotów, aż do pozbawienia ich ostatniego owocu ich pracy, szczególnie wyróżniali się chciwy komes (comes, gubernator i poborca podatków) Mezji, Lupicinus, i jego pomocnik Maximus. Lupicinus czerpał również olbrzymie korzyści sprzedając po niesłychanie wygórowanych cenach materiały i żywność, które Cesarstwo przekazywało w celu tworzenia nowych osad. Chociaż z początku najwyższy dostojnik i przywódca większej części Wizygotów w Mezji, Fritigern (w jęz. gockim Frithugarnis, „pragnący pokoju”) podporządkował się sposobowi sprawowania władzy przez Lupicinusa, ale wkrótce, w obliczu kolejnych wizyt poborców danin, zaczął przejawiać niechęć. Miał po temu kilka powodów: śmierć wybitnego Gota Alavivusa, który dotychczas doradzał Fritigernowi przyjmowanie postawy bardziej uległej; samodzielne przybycie do Mezji Atanaryka i jego zwolenników, wcześniej sprzeciwiających się Fritigernowi i jego polityce współpracy z Rzymianami, którym Walens odmówił schronienia na terenie Cesarstwa i zostali opuszczeni w Dacji, wystawieni na natarcia Hunów; czy też w końcu zwyczajne wyczerpanie się cierpliwości Fritigerna, szczególnie w roku 377, w którym zebrano słabe plony i głód zaczął zaglądać w oczy jego ludziom. Tak czy inaczej, Lupicinus zaczął uważać Fritigerna za przeszkodę w realizacji swoich planów i postanowił go zgładzić. W tym celu, pod pretekstem chęci poprawy wzajemnych relacji, zaprosił przywódcę Wizygotów na ucztę, w trakcie której miał nadzieję pojmać go wykorzystując zaskoczenie. Podejrzewając prawdziwe intencje Lupicinusa, a może przez kogoś ostrzeżony, Fritigern stawił się w pełnym uzbrojeniu, w towarzystwie świty swoich najlepszych ludzi i to on zabił na miejscu Lupicinusa i innych swoich niedoszłych zabójców. Poczuwszy się zwolnieni z umowy z Rzymianami, Wizygoci postanowili odzyskać swoje dobra łupiąc rzymskie osady w Mezji i najbogatszej sąsiedniej prowincji – Tracji. Gotom przeciwstawiły się kolejno dwa niewielkie oddziały rzymskie, ale zostały pokonane.

### Rzymskie przygotowania do kontrataku

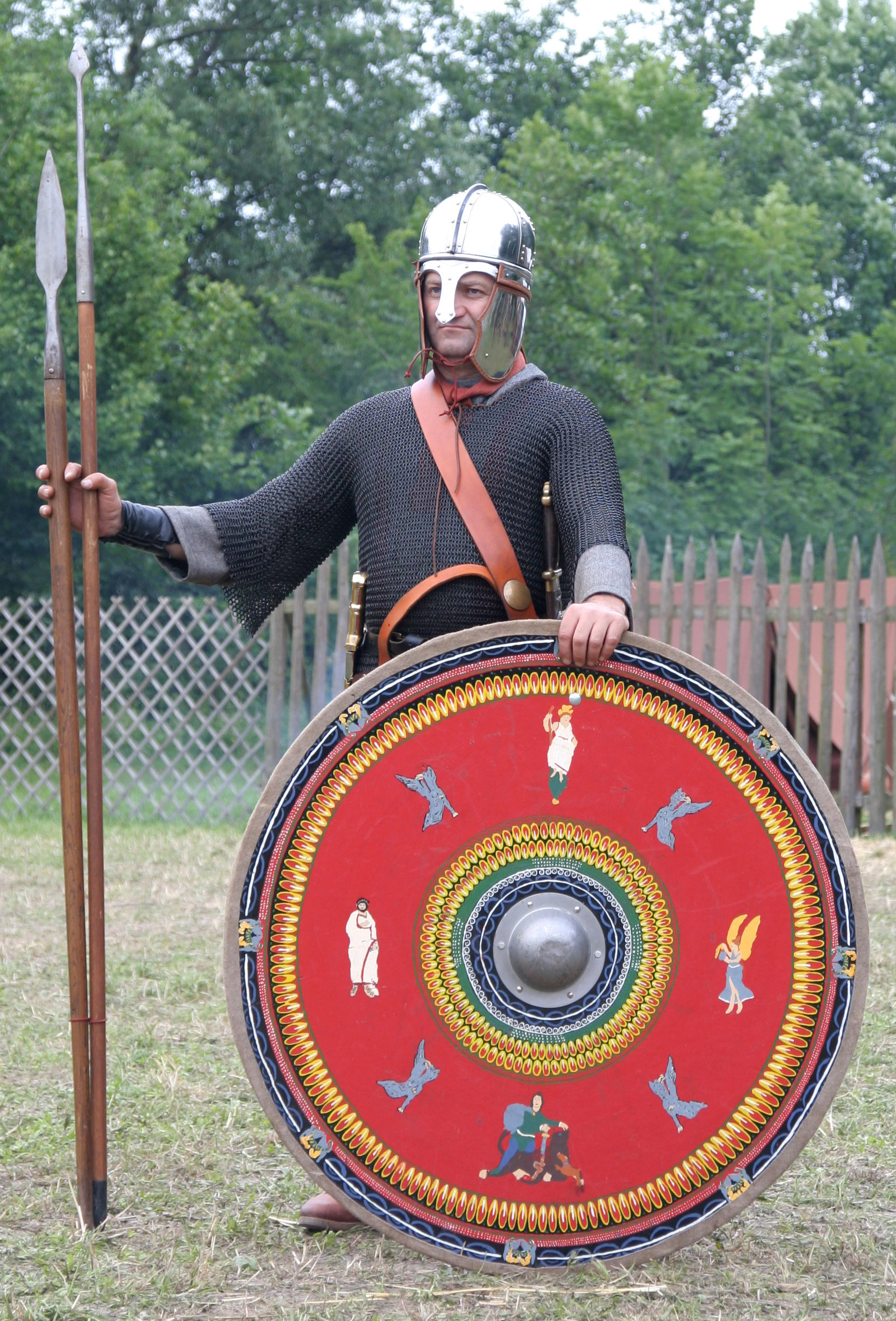
Typowe uzbrojenie żołnierza rzymskiego w epoce inwazji barbarzyńców

Powstanie Gotów zaskoczyło Walensa w Antiochii, w Syrii, gdzie przygotowywał kampanię przeciw Imperium Perskiemu. Od stuleci stanowiło ono stałego przeciwnika Rzymu na wschodniej granicy i wspierało bunty miejscowych plemion przeciwko Konstantynopolowi, takie jak powstanie w Cylicji, stłumione w 375 roku, czy bunt Saracenów w Palestynie, Fenicji i na Synaju, który udało się częściowo opanować pod koniec 377 roku. Korzystając z krótkiego wytchnienia, Walens rozkazał przerzucić oddziały weteranów ze wschodniej granicy na Bałkany.
W Adrianopolu, gdzie założono bazę armii i przechowywano skarb cesarski przeznaczony na pokrycie kosztów kampanii, zgromadzono aż 7 legionów, których trzon tworzyło 5 tys. weteranów legiones palatinae, ówczesnej elity armii rzymskiej, wspieranych przez auxilia palatinae i inne typy jednostek wspomagających, w sumie osiągając siłę 12 tys. żołnierzy. Dodatkowo, do tej grupy dołączyło kolejne 28 tys. lekkiego wsparcia, z niewielkim uzbrojeniem.
Podobnie jak przy innych okazjach, ciężar walki miał spocząć na rzymskiej piechocie, natomiast kawaleria miała odegrać rolę drugorzędną jednostki wspierającej. Tym niemniej, oddział kawalerii, który kierował się do Adrianopola również był znaczący: składał się z 1,5 tys. jeźdźców stanowiących elitę gwardii cesarskiej (Schola palatinae) wspieranych przez około 1 tys. equites palatinae i 5 tys. equites comitatenses. W tej ostatniej grupie znalazły się oddziały najemne kawalerii arabskiej i łuczników konnych.
Tak liczna armia różniła się jednak pod jednym, istotnym względem od potężnych legionów rzymskich z przeszłości: miała gorsze wyposażenie. Lata kryzysu ekonomicznego odcisnęły swoje piętno na armii, która obecnie musiała wyruszać do boju gorzej przygotowana. Oddziały piechoty ciężkiej zastąpiły zbroję folgową (lorica segmentata) mniej skuteczną kolczugą (lorica hamata), dotychczas noszoną przez żołnierzy oddziałów wspierających (którzy tym razem często szli do boju bez żadnej zbroi, a w niektórych przypadkach nawet bez hełmu). Gladius, tradycyjny miecz rzymski, zastąpiła spatha, znacznie od niego dłuższa, a pilum w wielu przypadkach zostało wycofane, chociaż niektóre jednostki piechoty i kawalerii zostały wyposażone w długą lancę (w tym ostatnim przypadku, na wzór kawalerii barbarzyńców). Pozbyto się również scutum, tradycyjnej i bardzo skutecznej prostokątnej tarczy rzymskiej, skutkiem czego jednostki wyposażone do boju w tarczę używały modeli okrągłych lub owalnych, podobnie jak barbarzyńcy. Pogorszyły się również wyszkolenie i dyscyplina wojska i choć zgromadzona przez Walensa armia była bardzo liczna, i tak stanowiła połowę wielkości armii Gotów. Aby zgromadzić porównywalną liczbę żołnierzy, Walens skontaktował się z bratankiem Gracjanem, cesarzem rzymskim na zachodzie, któremu udało się skutecznie odeprzeć liczne inwazje barbarzyńców. Gracjan zgodził się przyjść z pomocą i razem ze swoimi oddziałami wyruszył, żeby dołączyć do swojego stryja.

### Goci i ich sprzymierzeńcy
Po odniesionych w okolicy łatwych zwycięstwach nad niewielkimi oddziałami gwardii rzymskiej należało się spodziewać przybycia jednostek elitarnych. Pomimo tego, że wyposażenie i wyszkolenie żołnierzy rzymskich nie było już takie, jak w przeszłości, a
Wizygoci przeszli szkolenie podobne do stosowanego w armii rzymskiej, Fritigern wiedział, że prawdopodobnie było lepsze od ich własnego i ciągle jeszcze Rzymianie mogli zadać mu dotkliwe straty, próbował więc zniwelować tę przewagę jeszcze bardziej zwiększając liczbę swych i tak już licznych wojsk.
Emisariusze Wizygotów przemierzali okolice, a nawet ponownie przekraczali Dunaj, by spotkać się z zamieszkującymi tam plemionami, między innymi ze swoimi wrogami, Hunami. Poczynione w ten sposób ustalenia zakończyły się znaczącym sukcesem: uzyskali poparcie Alanów, Ostrogotów i innych pomniejszych plemion barbarzyńskich. Do armii przyłączyło się nawet z własnej inicjatywy kilkuset Hunów i zbiegłych Rzymian (niewolników, dezerterów itp.). W ten sposób armia złożona na początku z Wizygotów i zbiegłych Ostrogotów, licząca około 110 tys. żołnierzy, urosła do imponujących rozmiarów 155 tys. wojowników (w tym 11,5 tys. konnicy), czego Rzymianie nie byli świadomi. Przy takiej sile armia Walensa wydawała się jeszcze mniejsza.
Barbarzyńcy nie specjalizowali się w posługiwaniu jakimś jednym, szczególnym typem broni, dlatego do boju ruszali z różnym rodzajem oręża, zarówno do rażenia na odległość (oszczepy, łuki, proce, topory do miotania francisca), jak i do walki wręcz. W czasie starcia potrafili walczyć zarówno na koniu, jak i pieszo, często bez żadnych problemów zmieniając jeden sposób walki na drugi. Jednostki nie były zbyt dokładnie ustalone, być może z jedynym wyjątkiem oddziału kawalerii ciężkiej opancerzonej na wzór rzymsko-sarmacki. Znaczna liczba wojowników gockich wyposażona była również w rzymskie kolczugi i hełmy, a także w charakterystyczne, duże, okrągłe tarcze.

## Przebieg bitwy

Przebieg bitwy, fazy od 1 do 3

W dniu 9 sierpnia 378 roku wojsko Walensa, pozostawiwszy w Adrianopolu impedimenta (tabor przeszkadzający w szybkich manewrach), sprzęt obronny i insygnia cesarskie, wyruszyło na północny zachód, maszerując około 8 mil, aż około drugiej po południu w zasięgu wzroku Rzymian pojawił się, rozbity na szczycie górującego nad równiną wzgórza, umocniony łańcuchami wozów, obóz Gotów. Wyglądało na to, że w tej odległości od obozu Goci nie wystawili żadnych strażników. Wszystko wskazywało na to, że w obozie znajdowała się cała armia gocka, schroniona za wozami, których w czasie postoju Goci zwykli używać jako swoistego muru. Ponieważ prowadzone przez Gracjana posiłki jeszcze nie dotarły, istnieje kilka hipotez próbujących wyjaśnić, dlaczego Walens zdecydował się w takiej sytuacji podprowadzić wojska pod obóz Gotów: być może nie sądził, że dojdzie do bitwy i chciał jedynie rozmieścić wojska w polu widzenia Wizygotów, żeby w ten sposób wywrzeć na nich presję i zmusić do kapitulacji. Inni uważają, że Walens rzeczywiście chciał rozpocząć bitwę w tym momencie, ufając, że jego doświadczona armia pozwoli mu samodzielnie odnieść zwycięstwo, którym po przybyciu Gracjana musiałby się podzielić, przez co utraciłoby ono na prestiżu. W trakcie narady generałowie Wiktor i Rycymer (ten ostatni, pochodzenia germańskiego, nadzorował z rozkazu Walensa przybycie Wizygotów do Mezji) radzili zaczekać na Gracjana i nie ściągać na siebie na razie problemów. Sebastian natomiast doradzał wykorzystanie czynnika zaskoczenia i przeprowadzenie natychmiastowego ataku. Nie wykorzystano ani pierwszej, ani drugiej rady.
Wojska rzymskie ustawiały się w szyku liniowym, z ciężką piechotą Trajana i jednostkami wspomagającymi w środku i kawalerią broniącą flank. Walens wraz ze swoją gwardią przyboczną znajdował się za piechotą.
Gdy Goci zauważyli w pobliżu siebie Rzymian, Fritigern poprosił o negocjacje. Prawdopodobnie jego celem nie było uniknięcie bitwy, a jedynie zyskanie czasu. W obrębie obozu przebywała piechota i część kawalerii, ale główne jej siły (których nie brali pod uwagę Rzymianie) były w drodze pod dowództwem Ostrogota Alateusza i Alana Safraksa.

### Pierwsze starcie
Pierwszy atak przypuścili Rzymianie, chociaż wydaje się, iż zaskoczył on ich własnych towarzyszy w takim samym stopniu jak Gotów. Nie czekając na zakończenie negocjacji, trybuni Kasjusz i Bacurio z Iberii wydali rozkaz ataku swoim oddziałom wspierającym, które ruszyły szybko w kierunku obozu Wizygotów, podczas gdy reszta piechoty rzymskiej pozostała na swoich pozycjach. Kawaleria z lewej flanki podążyła za ich przykładem, mając nadzieję zaatakować Gotów z boku w chwili, gdy będą walczyli z dwoma małymi oddziałami wspierającymi. Atak jednostek wspomagających został odparty bez trudności, a ich żołnierze rzucili się do ucieczki, biegnąc ile sił na swoje poprzednie pozycje.

### Faza druga
Fritigern uznał rozmowy za zakończone i w tym samym momencie wydał rozkaz ataku, wyprowadzając większość swoich ludzi z obozu w pogoni za Rzymianami. Wtedy z prawej strony pojawił się silny oddział jeźdźców pod dowództwem Alateusza i Safraksa, który stawił czoła wysuniętemu do przodu oddziałowi kawalerii lewego skrzydła Rzymian i zadając dotkliwe straty zmusił go do wycofania się na pozycję początkową. Wizygoci objęli kontrolę nad polem bitwy i zbliżając się do linii wojsk rzymskich, rozpoczęli ostrzał z broni miotającej. Rzymianie wytrzymali deszcz pocisków aż do momentu, gdy linia napierających Gotów zbliżyła się do nich i rozpoczęła się walka wręcz.

### Faza trzecia
W czasie, gdy piechota i prawa flanka kawalerii walczyły ze swoimi odpowiednikami po stronie barbarzyńskiej, co po obu stronach spowodowało dotkliwe straty, kawaleria z lewej flanki rzymskiej zawróciła i ponownie zaatakowała Alateusza i Safraksa. Taki manewr spowodował całkowite zaskoczenie wroga, dzięki czemu Rzymianie zmusili Gotów do wycofania się i wkroczyli w głąb pola bitwy, praktycznie aż do wozów Wizygotów. Przyjmuje się, że był to punkt zwrotny bitwy – gdyby w tym momencie kawaleria rzymska uzyskała wsparcie innych jednostek, być może udałoby się jej zmusić barbarzyńców do ucieczki, pomimo ich przewagi liczebnej, i zaatakować od tyłu piechotę Wizygotów.
Tracąc pęd i daremnie wypatrując wsparcia, kawaleria rzymska zaczęła odczuwać przewagę przeciwnika – do kawalerii wizygockiej zaczęli dołączać żołnierze oddziałów, które pozostały wewnątrz obozu, włącznie z samym Fritigernem. Różnica w liczebności żołnierzy stała się oczywista i pozostałości kawalerii rzymskiej na tej flance zostały rozbite, a nieliczni żołnierze, którym udało się ujść z życiem uciekli z pola bitwy.

### Faza czwarta

Przebieg bitwy, fazy 4 i 5

Po zmuszeniu do ucieczki rzymskich ekwitów, piechota Fritigerna ruszyła do przodu, aby przyłączyć się do pierwszych szeregów gockiej piechoty. W tym czasie kawaleria Alateusza i Safraksa przesunęła się w bok, aby zaatakować flanki i ariergardę Trajana, tym samym otaczając Rzymian z lewej strony. Ammianus Marcellinus opisuje widok, który musiał być szczególnie przerażający dla żołnierzy rzymskich, którzy ujrzeli jak za ich plecami z tumanów kurzu („jakby znikąd”) wyłoniła się kawaleria gocka, powodując całkowite zaskoczenie. To pozbawiło dużą część wojska rzymskiego możliwości wykonania jakiegokolwiek manewru.

### Faza piąta
Żołnierze wysunięci na lewej flance byli już zgubieni, wiedzieli, że nie ma żadnej możliwości ucieczki, ani szans na litość Wizygotów. Chociaż w tym miejscu historycy rzymscy prawdopodobnie przesadzają, nie było niczym wyjątkowym, że żołnierze tych jednostek walczyli aż do ostatniego tchu, atakując powiększające się z każdą chwilą szeregi barbarzyńców bez żadnych możliwości odniesienia zwycięstwa. Straty były olbrzymie po obu stronach, do tego stopnia, że ciała poległych i strumienie krwi zaczęły ponoć utrudniać poruszanie się po polu bitwy. Komunikacja pomiędzy jednostkami rzymskimi została przerwana. Gdy jedne oddziały wykorzystywały okazję do ucieczki, inne, otoczone przez wroga, musiały bić się do samego końca.
Wówczas rozpoczęła się nieskoordynowana, ogólna ucieczka wszystkich oddziałów rzymskich, które jeszcze miały ku temu możliwość, pozostawiając resztę swoich towarzyszy na łasce losu. Gdy ostatnie jednostki Trajana ulegały pod naporem atakujących, Walens schronił się za pozostałościami kawalerii z prawej flanki, która, dołączywszy do ostatnich jednostek wspierających, próbowała zorganizować wokół cesarza ostatnie gniazdo oporu. U boku cesarza znaleźli się również generałowie Trajan i Wiktor.

### Śmierć Walensa i koniec bitwy
Istnieje wiele różnych wersji opisu ostatnich chwil życia Walensa i nie można stwierdzić z całą pewnością, która z nich jest prawdziwa. Pierwsza i najprostsza, głosi, że Walens zmarł trafiony strzałą wroga, gdy otoczony przez nieprzyjaciela walczył u boku swych ludzi, niczym zwykły żołnierz. Według innych źródeł, generałom udało się ewakuować cesarza (być może rannego) i schronić się w jednym z pobliskich budynków, albo, co bardziej prawdopodobne, w wieży strażniczej. Wizygoci nie mieli pojęcia, że jest tam Walens, ale zauważywszy, że w środku chronią się żołnierze rzymscy, rozbili ostatnie opierające się im oddziały i podpalili budynek, zabijając wszystkich w jego wnętrzu. Bez względu na to, jak było naprawdę, pewne jest, że po bitwie nikt nie potrafił zidentyfikować ciała Walensa wśród poległych żołnierzy i dlatego został pogrzebany anonimowo, razem z innymi wojownikami.

## Oblężenie Adrianopola

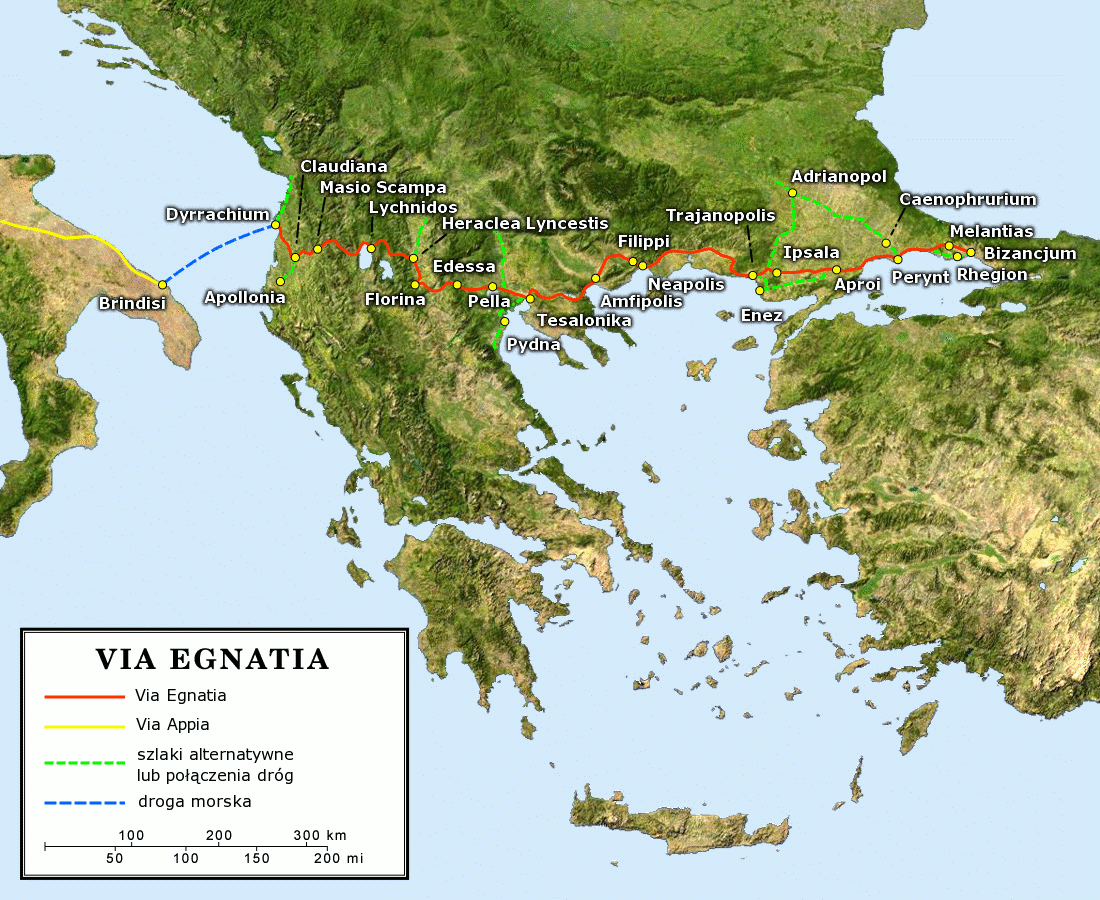
Via Egnatia, główna droga rzymska na Bałkanach. Adrianopol położony jest blisko jej przebiegu, niedaleko Konstantynopola (Bizancjum). Gdyby Gotom udało się zdobyć Adrianopol, dotarliby do stolicy cesarstwa szybko i bez napotykania na opór.

Po bitwie Wizygoci nie zatrzymali się. Właśnie rozbili największą armię w tym obszarze i można powiedzieć, że stali się panami Bałkanów. Co więcej, zgładzili cesarza, który nie pozostawił męskiego potomka; do momentu opanowania sytuacji przez cesarza zachodniego oznaczało to chaos wewnętrzny w imperium i brak zwierzchniej władzy. Najlogiczniejszym krokiem było kontynuowanie polityki łupienia, postanowili więc rozpocząć od leżącego niedaleko Adrianopola, w którym znajdował się skarb cesarstwa i gdzie schronienie po bitwie znalazło niemal 20 tys. żołnierzy Walensa. Adrianopol był bardzo łakomym kąskiem, tym cenniejszym, że bronił dostępu na drodze do Konstantynopola, samej stolicy Wschodniego Cesarstwa Rzymskiego.
Nie należało się spodziewać, że zdobycie miasta będzie rzeczą łatwą. Do gwardii miejskiej dołączyli żołnierze, którym udało się ujść z życiem z bitwy, chociaż władze lokalne nie pozwoliły im wejść do miasta. Zamiast tego, zostali zmuszeni do zbudowania w pośpiechu drugiego muru barykad wokół miasta, chroniącego ich i sam Adrianopol. Aby stawić czoła nieuchronnemu przybyciu Gotów, do budowy barykady razem z żołnierzami masowo przyłączyli się mieszkańcy miasta.
Goci nie kazali na siebie długo czekać. Aby utrudnić wrogowi wkroczenie do miasta, zablokowano bramy, umieszczając za nimi olbrzymie głazy i budując machiny wojenne. Blokada bram odcięła resztkom armii Walensa możliwość ucieczki i schronienia. Nic więc w tym dziwnego, że kiedy Rzymianie zauważyli Gotów, to właśnie 300 żołnierzy rzymskich oddziałów wsparcia rozpoczęło nową bitwę, rzucając się do ataku w takim samym stopniu heroicznego, co samobójczego. Wszyscy zginęli.
Germanie parli do przodu, aż do linii obrony miasta, gdzie zostali zatrzymani i zmuszeni do walki pod murami twierdzy, podczas gdy Rzymianie z góry miotali na nich wszelkiego rodzaju pociski. Goci również rozpoczęli ostrzał z własnej broni miotającej. W pewnym momencie oblężeni zorientowali się, że barbarzyńcy strzelają do nich ich własnymi strzałami i oszczepami, zbieranymi z pola walki, co było sygnałem, że zapasy pocisków barbarzyńców wyczerpały się. Żeby uniemożliwić Gotom ponowne wykorzystywanie pocisków, wydano rozkaz łamania miejsca, w którym grot łączy się z resztą strzały czy oszczepu. W ten sposób pociski można było jeszcze raz wykorzystać, ale w chwili uderzenia o cokolwiek (bez względu, czy dosięgły wroga, czy nie) łamały się doszczętnie i stawały się bezużyteczne. Dodatkowo, odłamane groty wbijały się w ciała wrogów, co uniemożliwiało ich późniejsze wyjęcie.

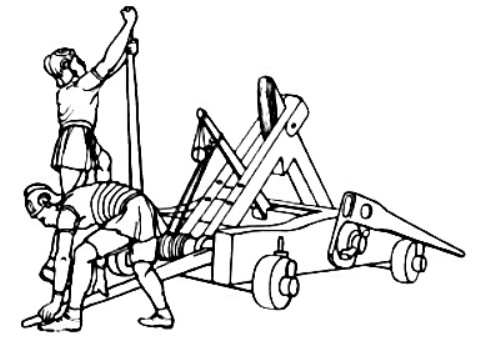
Rzymski onager

Podczas gdy na murach prowadzono walkę, inni obrońcy uzbroili i przygotowali do walki onager. Rzymianie wzięli na cel główne siły wojsk gockich i wystrzelili pierwszy kamień; pocisk chybił celu, wywarł jednak pewien wpływ psychologiczny na atakujących, którzy nie posiadali machin oblężniczych. Nie spodziewali się, że spośród pyłu i kurzu bitewnego wyłoni się olbrzymi głaz, lecący prosto na nich. Zupełnie nie wiedząc jak zareagować, w jednej chwili utracili koordynację swych wojsk, co ułatwiło Rzymianom przeprowadzenie kontrataku. Wizygoci zaczęli ponosić olbrzymie straty, byli spychani z murów, gdy tylko udało im się przystawić drabinę, każdy ich atak kończył się porażką i w końcu zostali zmuszeni do odwrotu i odejścia na północny zachód, co uratowało Adrianopol i Konstantynopol przed ich najazdem.
Gdy się upewniono, że Goci odeszli, część żołnierzy powróciła ze skarbem cesarskim do Konstantynopola, pozostali schronili się w innych, bardziej bezpiecznych miastach w okolicy. Również wielu mieszkańców Adrianopola porzuciło swoje domy, ze strachu przed powrotem barbarzyńców, chociaż ci nigdy już nie powrócili.

## Konsekwencje
Pierwszą i oczywistą konsekwencją rozgromienia Wschodniego Cesarstwa Rzymskiego była pustka na zajmowanym kiedyś przez Walensa tronie w Konstantynopolu. Aby uniknąć chaosu na wschodzie, cesarz zachodni i bratanek zmarłego, Gracjan, powierzył rządy w Bizancjum generałowi z Hispanii Flawiuszowi Teodozjuszowi, który został koronowany w 379 roku i przeszedł do historii jako Teodozjusz I Wielki. Po latach Teodozjusz zasiadł również na tronie Cesarstwa Zachodniego i był ostatnim władcą, który rządził całym Cesarstwem rzymskim. Z tego powodu często nazywa się go „ostatnim z Rzymian”. Teodozjusz osobiście stanął na czele nowej kampanii przeciw Gotom, która po dwóch latach zakończyła się klęską barbarzyńców i podpisaniem w 382 roku paktu z nowym wodzem, Antarykiem (Fritigern zmarł rok wcześniej z przyczyn naturalnych). Zgodnie z nową umową Goci powrócili do Mezji jako foederati.
Chociaż nowa umowa pozornie przywracała status quo, pewne jest, że nic już nie było takie samo ani dla Gotów, ani dla Rzymian. Po Adrianopolu Wizygoci zyskali pełną świadomość swojej siły i w dalszym ciągu próbowali wyprzeć Rzymian przy każdej nadarzającej się sposobności. Najdalej w uprawianiu takiej polityki zaszedł Alaryk I, który nawet aspirował do zajęcia jakiegoś ważnego stanowiska w rządzie Cesarstwa Wschodniego. Widząc, że jego oczekiwania nie zostają spełnione, rozpętał na Bałkanach nową falę podbojów i grabieży, zajmując nawet Ateny. Zaprzestał tych działań, dopiero gdy Rufin, ostrogocki nauczyciel syna Teodozjusza, ogłosił go Magister militum prowincji Iliria. Takie ustępstwo było w rzeczywistości zwykłym podstępem, ponieważ zmusiło to Wizygotów do osiedlenia się na ziemiach mniej zasobnych i żyznych od tych, które pozostawiali za sobą, a dodatkowo Iliria była prowincją sporną pomiędzy Cesarstwem Zachodnim a Bizancjum. Spory Alaryka ze swoimi nowymi sąsiadami z zachodu (którzy nie uznawali władzy Bizancjum ani Alaryka nad Ilirią) w końcu doprowadziły do złupienia Rzymu w 410 roku, co dla ówczesnych ludzi było równoznaczne z końcem świata, jaki znali.
Klęska pod Adrianopolem wpłynęła również na sposób prowadzenia wojen przez Rzymian. Po tej masakrze Rzymianom nie udało się odtworzyć liczebności żołnierzy i dowódców poległych w bitwie i konieczne stało się przeprowadzenie restrukturyzacji armii, porzucenie klasycznego systemu legionów. Od tych czasów armia rzymska (Teodozjusz przeniósł nowy model na zachód) dzieliła się na niewielkie jednostki zwane limitanei (gwardie graniczne, często składające się barbarzyńców o statusie foederati) kierowane przez „księcia” (dux), który rządził strefą graniczną z wnętrza własnej fortecy, i dodatkowo z wojska mobilnego (comitatenses), które przemieszczało się z jednego miejsca na inne, w zależności od pojawiania się problemów. Ten nowy system obronny stanie się zalążkiem przyszłego ustroju feudalnego obwiązującego w średniowieczu. Bitwa pod Adrianopolem dowiodła także skuteczności w boju kawalerii, co przyczyniło się do zwiększenia w nowych armiach ilości takich jednostek kosztem piechoty. W skład nowych jednostek kawalerii zwykle wchodzili również barbarzyńscy najemnicy, najczęściej Hunowie, Sarmaci czy Persowie, którzy walcząc długim mieczem i włócznią, stali się prekursorami średniowiecznych rycerzy.
Należy również wspomnieć, że chaos wywołany przez Gotów w Adrianopolu wykorzystali Hunowie, żeby przekroczyć Dunaj i naśladować politykę grabieży i wymuszeń, która przyniosła Wizygotom tak świetne rezultaty. Gdy w 434 roku do władzy doszedł Attyla, takie zachowanie było dla jego ludu czymś zwyczajnym, a nowy władca doprowadził tę strategię do maksymalnej efektywności, przyspieszając upadek Zachodniego Cesarstwa Rzymskiego.
Klęska pod Adrianopolem wywarła również wielki wpływ na sposób postrzegania imperium, dotąd uznawanego za niepokonane. Charakterystyczne jest, że dwaj wybitni historycy rzymscy (Ammian Marcelinus i Hieronim ze Strydonu), współcześni wydarzeniom, kończą swoje kroniki właśnie opisem bitwy pod Adrianopolem W efekcie niektórzy historycy rok 378 uznają nawet za cezurę zamykającą epokę starożytności i rozpoczynającą średniowiecze. Lata 70. to także początek ruchów migracyjnych znanych pod nazwą wielkiej wędrówki ludów, które doszły do skutku m.in. w efekcie przegranej bitwy pod Adrianopolem.